# Modal Euro-Ten du Pays de Charleroi
Il Modal Euro-Ten du Pays de Charleroi è un torneo professionistico di tennis giocato su campi in terra rossa. Fa parte dell'ITF Women's Circuit. Si gioca annualmente a Charleroi in Belgio.

## Albo d'oro

### Singolare
| Anno | Campionessa        | Finalista              | Punteggio     |
| ---- | ------------------ | ---------------------- | ------------- |
| 2011 | Bermet Duvanaeva   | Martina Gledacheva     | 2–6, 7–5, 6–1 |
| 2012 | Anna-Lena Friedsam | Angelique van der Meet | 6–4, 7–6(7–5) |

### Doppio
| Anno | Campionesse                    | Finaliste                                 | Punteggio        |
| ---- | ------------------------------ | ----------------------------------------- | ---------------- |
| 2011 | Lu Jia Xiang Lu Jiajing        | Magdalena Kiszczynska Karolina Wlodarczak | 6–3, 6–0         |
| 2012 | Séverine Beltrame Laura Thorpe | Ilona Kramen' Diāna Marcinkēviča          | 3–6, 6–4, [10–7] |